# Memphis May Fire
Memphis May Fire (abreviado comúnmente como MMF) es una banda estadounidense de metalcore procedente de Denton, Texas, y afincados en Nashville, Tennessee. El grupo actualmente tiene contrato con la compañía discográfica Rise Records. Hasta el momento tienen ocho álbumes de estudio que son Sleepwalking (2009), The Hollow (2011), Challenger (2012) Unconditional (2014), This Light I Hold (2016),  Broken (2018), Remade in Misery  (2022) y su reciente álbum Shapeshifter (2025). El 28 de octubre de 2016 se lanzó su sexto álbum de estudio titulado This Light I Hold. Actualmente están en la grabación de un nuevo material discográfico.

## Historia

### Formación (2006-2007)
La banda, fundada por el vocalista original Chase Ryan, el guitarrista Ryan Bentley y el bajista Tanner Oakes, se formó en 2006 en Denton, Texas., Pero no fue hasta febrero de 2007 que el grupo se decidió por el nombre de Memphis May Fire, que antes se hacía llamar Oh Captain, My Captain. A principios de 2007, la banda grabó y autoeditó un EP y comenzó a crear seguidores locales. Poco después, Memphis May Fire llamó la atención de Josh Grabelle, presidente de Trustkill Records. Grabelle comentó sobre sus sentimientos hacia la banda en un comunicado de prensa que decía: "Hay mucha música realmente emocionante, joven y peligrosa saliendo en este momento, y Memphis May Fire es la flor y nata de la cosecha. No desde Bullet for My Valentine's Hand de Blood hemos escuchado un conjunto de canciones más convincentes para un EP, donde absolutamente cada canción es increíblemente perfecta y atemporal. Estos tipos están en camino de algo enorme ". En septiembre de 2007, la banda firmó oficialmente con Trustkill, y su EP homónimo fue reeditado a través del sello en diciembre de 2007. En 2007, hasta 2008, la banda se embarcó en la gira final de Twelve Gauge Valentine junto con The Handshake Murders.

### Sleepwalking(2008-2009)
Memphis May Fire esperaba lanzar su álbum debut en el verano de 2006 producido por su guitarrista, Kellen McGregor. Sin embargo, después de las sesiones de grabación del álbum durante la gira, el cantante principal Chase y el breve baterista Dooley decidieron separarse de la banda. Chase explicó que sentía que sus prioridades deberían ser con su hijo y no con una banda de gira. Dooley terminaría su gira de regreso a casa en St. Louis. Al anunciar sus renuncias, el bajista Tanner Oakes dejó la gira y la banda. El bajista Austin Radford se unió a la banda para terminar la gira, pero decidiría separarse de la banda poco después de crear su propia banda llamada American Mantra como cantante principal. Sería reemplazado por Daniel De Los Santos como suplente, y luego por Cory Elder, quien es miembro actual. Las audiciones abiertas se llevaron a cabo poco después de la partida de Chase con una canción instrumental llamada "Decade" en su MySpace (más tarde conocida como "Destiny for the Willing"), y finalmente fue reemplazado por un nuevo vocalista, Matty Mullins (Nights in Fire). Para entonces, Memphis May Fire ya había grabado sus instrumentos para el nuevo álbum con el productor Casey Bates y solo necesitaba que Mullins contribuyera con su voz.
Su primer álbum de estudio de larga duración, Sleepwalking, fue lanzado el 21 de julio de 2009 a través de Trustkill Records. Memphis May Fire ha descrito el álbum como "una nueva generación de rock n 'roll" y musicalmente tiene "un trabajo de guitarra más agresivo y notablemente más melódico, pero aún conserva esa arrogancia sureña". Su canción "Ghost in the Mirror" se usó en la banda sonora de la película Saw VI. El guitarrista rítmico, Ryan Bentley, no apareció en el video musical debido a su breve descanso fuera de la banda. Joel Seier se unió a la banda como sustituto del lugar de Bentley hasta que se uniría a finales de 2009. Seier apareció en los videos musicales "Ghost in the Mirror" y "North Atlantic vs. North Carolina" como guitarrista rítmico.

## Miembros
| Miembros actuales - Matty Mullins - voz, piano (2008-presente) - Kellen McGregor - guitarra líder, coros, programación, teclados (2006-presente) - Cory Elder - bajo (2009-presente) - Jake Garland - batería (2010-presente) - Samuel Penner - guitarra rítmica (2017-presente) (miembro de tour) | Miembros anteriores - Chase Ryan Robbins – voz (2006–2008) - Joel Seier - guitarra (2009-2010) - Ryan Bentley – guitarra rítmica (2006-2012) - Tanner Oakes – bajo (2006–2007) - Austin Radford – bajo (2007–2008) - Daniel De Los Santos - bajo (2008-2009) - Andy Johnson - batería (2006-2010) - Eric Molesworth – batería (2009-2010) - Anthony Sepe – guitarra rítmica (2012-2017) |

Línea del tiempo

## Discografía
Álbumes de estudio
- 2009: Sleepwalking
- 2011: The Hollow
- 2012: Challenger
- 2014: Unconditional
- 2016: This Light I Hold
- 2018: Broken
- 2022: Remade in Misery
- 2025: Shapeshifter

### Álbumes de estudio
| 2009                                                     | Sleepwalking - Lanzamiento: 21 de julio de 2009 - Discográfica: Trustkill Records - Formato: CD, descarga digital   | —   | —    | — |
| 2011                                                     | The Hollow - Lanzamiento: 26 de abril de 2011 - Discográfica: Rise Records - Formato: CD, descarga digital          | 130 | 24 ← | 1 |
| 2012                                                     | Challenger - Lanzamiento: 26 de junio de 2012 - Discográfica: Rise Records - Formato: CD, descarga digital          | 16  | 3    | — |
| 2014                                                     | Unconditional - Lanzamiento: 25 de marzo de 2014 - Discográfica: Rise Records - Formato: CD, descarga digital       |     |      | — |
| 2016                                                     | This Light I Hold - Lanzamiento: 28 de octubre de 2016 - Discográfica: Rise Records - Formato: CD, descarga digital | 42  | 5    | — |
| 2018                                                     | Broken - Lanzamiento: 16 de noviembre de 2018 - Discográfica: Rise Records - Formato: CD, descarga digital          | —   | —    | — |
| 2022                                                     | Remade in Misery - Lanzamiento: 3 de junio de 2022 - Discográfica: Rise Records - Formato: CD, descarga digital     | —   | —    | — |
| "—" representa un lanzamiento que no figuró en la lista. | |     |      |   |

### Sencillos
| Año  | Canción                                                       | Álbum                          |
| ---- | ------------------------------------------------------------- | ------------------------------ |
| 2009 | "North Atlantic vs. North Carolina"                           | Sleepwalking                   |
| 2010 | "Ghost in the Mirror"                                         | Sleepwalking                   |
| 2011 | "The Sinner"                                                  | The Hollow                     |
| 2011 | "The Unfaithful"                                              | The Hollow                     |
| 2012 | "Prove Me Right"                                              | Challenger                     |
| 2012 | "Vices"                                                       | Challenger                     |
| 2012 | "Grenade" (originalmente de Bruno Mars)                       | Punk Goes Pop 5                |
| 2013 | "Miles Away"                                                  | Challenger                     |
| 2014 | "Interstate Love Song" (originalmente de Stone Temple Pilots) | Punk Goes 90's 2               |
| 2014 | "No Ordinary Love"                                            | Unconditional                  |
| 2014 | "Sleepless Nights"                                            | Unconditional                  |
| 2014 | "Beneath the Skin"                                            | Unconditional                  |
| 2015 | "Stay the Course"                                             | Unconditional (Deluxe Edition) |
| 2016 | "Carry On"                                                    | This Light I Hold              |
| 2016 | "This Light I Hold" (con Jacoby Shaddix de Papa Roach)        | This Light I Hold              |
| 2017 | "Wanting More"                                                | This Light I Hold              |
| 2017 | "Virus"                                                       | N/A                            |

## Videografía
| Año  | Álbum             | Canción                                  | Director                        |
| ---- | ----------------- | ---------------------------------------- | ------------------------------- |
| 2009 | Sleepwalking      | "North Atlantic vs. North Carolina"      |                                 |
| 2010 | Sleepwalking      | "North Atlantic vs. North Carolina"      | Mental Suplex Productions       |
| 2010 | Sleepwalking      | "Ghost in the Mirror"                    | Joshua Dixon                    |
| 2011 | The Hollow        | "The Sinner"                             |                                 |
| 2012 | The Hollow        | "The Unfaithful"                         |                                 |
| 2013 | Challenger        | "Vices"                                  | Thunder Down Country & Sam Link |
| 2013 | Challenger        | "Miles Away" (Acústico) con Kellin Quinn |                                 |
| 2015 |                   | "The Rose"                               | Brian Thompson                  |
| 2016 | This Light I Hold | "This Light I Hold"                      | Caleb Mallery                   |
| 2017 | This Light I Hold | "Wanting More"                           | Bryson Roatch                   |
| 2017 | This Light I Hold | "Sever The Ties"                         | Bryson Roatch                   |
| 2017 | This Light I Hold | "That's Just Life"                       | Bryson Roatch                   |
| 2017 | Virus             | "Virus"                                  | Caleb Mallery                   |
| 2018 | Broken            | "The Old Me"                             | Caleb Mallery                   |